# Ümit Korkmaz
Ümit Korkmaz est un footballeur autrichien d'origine turque, né le 17 septembre 1985 à Vienne (Autriche) en Autriche. Il évolue actuellement en 2.Bundesliga au FC Ingolstadt 04 comme milieu offensif.

## Biographie
Fils d'immigrés turcs et né à Vienne, Korkmaz a la double nationalité turque et autrichienne.
Il joue dans différents clubs de la capitale autrichienne chez les jeunes où il se signale par sa vitesse, sa technique et ses dribbles. Après avoir brillé chez les amateurs dans des divisions locales puis régionales, il signe un contrat professionnel au Rapid Vienne en 2005.
Remplaçant pour ses débuts professionnels, il fête sa première titularisation la veille de ses 21 ans. Lors de la saison 2006/07, il joue 24 des 36 matches (dont 19 titularisations) du Rapid Vienne en championnat le plus souvent au poste de milieu gauche et devient le chouchou du public viennois.
Ses débuts internationaux, reportés à plusieurs reprises du fait de multiples blessures, interviennent seulement fin mai 2008 quelques jours avant le début de l'Euro 2008 alors qu'il vient de gagner le championnat d'Autriche avec son club. Il fait finalement partie de la sélection autrichienne pour l'épreuve où il fait une première entrée remarquée en tant que remaplaçant avant d'être titulaire contre la Pologne pour le deuxième match.
Il a déjà signé un contrat pour rejoindre l'effectif de l'Eintracht Francfort pour la saison 2008-09.

## Carrière
| Saison      | Club                | Pays          | Championnat        | Coupes nationales | Coupes d’Europe | Sélection |
| ----------- | ------------------- | ------------- | ------------------ | ----------------- | --------------- | --------- |
| 2006 - 2007 | Rapid Vienne        | ÖF Bundesliga | 24 matchs / 1 but  | -                 | -               | -         |
| 2007 - 2008 | Rapid Vienne        | ÖF Bundesliga | 31 matchs / 2 buts | -                 | 2 matchs        | 4 sél.    |
| 2008 - 2009 | Eintracht Francfort | Bundesliga    | 17 matchs / 1 but  | -                 | -               | 2 sél.    |
| 2009 - 2010 | Eintracht Francfort | Bundesliga    | 18 matchs / 2 buts | 1 match           | -               | 2 sél.    |
| 2010 - 2011 | Eintracht Francfort | Bundesliga    | 2 matchs           | -                 | -               | -         |
| 2010 - 2011 | VfL Bochum          | 2.Bundesliga  | 12 matchs / 3 buts | -                 | -               | 2 sél.    |
| 2011 - 2012 | Eintracht Francfort | 2.Bundesliga  | 11 matchs / 1 but  | 1 match           | -               | -         |
| 2012 - 2003 | FC Ingolstadt 04    | 2.Bundesliga  | 26 matchs / 1 but  | 1 match           | -               | -         |

## Palmarès
- Rapid Vienne
  - Vainqueur du Championnat d'Autriche en 2008.